# Leandro Domingues
Leandro Domingues (Vitória da Conquista, 1983. augusztus 24. – Salvador, 2025. április 1.) brazil labdarúgó, középpályás.

## Pályafutása
2001 és 2006 között a Vitória, 2007 és 2009 között a Cruzeiro labdarúgója volt. A Cruzeiro csapatából 2008-ban a Vitória, 2009-ben a Fluminense és ismét a Vitória csapatában volt kölcsönjátékos. 2010 és 2015 között Japánban játszott. 2010 és 2014 között a Kashiwa Reysol, 2014–15-ben a Nagoya Grampus játékosa volt. 2016-ban a Vitória, 2017-ben a Portuguesa, 2017 és 2021 között a japán Jokohama, 2022-ben a Betim labdarúgója volt.

## Sikerei, díjai
Vitória
- Baiano bajnokság (Campeonato Baiano)
  - bajnok (6): 2002, 2003, 2004, 2005, 2009, 2016
- Copa do Nordeste
  - győztes: 2003

Cruzeiro
- Mineiro bajnokság (Campeonato Mineiro)
  - bajnok: 2008

Kashiwa Reysol
- Japán bajnokság (J1 League)
  - bajnok: 2011
- Japán bajnokság – másodosztály (J2 League)
  - bajnok: 2010
- Japán kupa (Emperor's Cup)
  - győztes: 2013
- Japán szuperkupa (Japanese Super Cup)
  - győztes: 2012
- Japán ligakupa (J.League Cup)
  - győztes: 2013